# Gmina Arcadia (Iowa)

Położenie Gminy Arcadia w hrabstwie Carroll

Gmina Arcadia (ang. Arcadia Township) – gmina w USA, w stanie Iowa, w hrabstwie Carroll. Według danych z 2000 roku gmina miała 752 mieszkańców.